# Murina (film)
Pour les articles homonymes, voir Murina (homonymie).
Pour plus de détails, voir Fiche technique et Distribution.
Murina est un film croate réalisé par Antoneta Alamat Kusijanović, sorti en 2021.
Il est sélectionné au festival de Cannes 2021 dans la section Quinzaine des réalisateurs et remporte la Caméra d'or.

## Synopsis
Julija et ses parents Ante et Nela vivent sur une île reculée de l'archipel des Kornati, sur la côte adriatique de la Croatie. Un jour, Ante invite Javier, un ami et ancien collaborateur, chez eux pour le convaincre d'acheter son terrain pour y bâtir un complexe touristique. Julija, discrète et indépendante, est désintéressée par sa famille et passe la plupart de son temps à plonger, étant une nageuse et une chasseuse sous-marine invétérée.
Après avoir remarqué une tension entre Javier et Nela pendant une excursion en bateau, Julija apprend que sa mère et Javier ont eu une liaison dans le passé et que Javier avait même demandé Nela en mariage. Julija dit à sa mère qu'elle devrait ranimer cette liaison pour partir avec Javier et quitter son père, qui a une emprise despotique sur la famille, mais Nela refuse, disant que Javier les oubliera dès qu'il sera dans l'avion.
La tension éclate lors d'une fête organisée pour Javier la veille de son départ. Ante enferme Julija dans une cave reculée de la maison, de laquelle elle parvient à s'échapper en plongeant dans une grotte sous-marine et en suivant une murène.
Le lendemain matin, Javier quitte l'île sans avoir conclu le contrat. Pendant une partie de chasse sous-marine, Julija vise et tire sur son père avec son harpon mais le rate. Julija et son père remontent à la surface et se regardent avant qu'elle ne s'enfuie en nageant.

## Fiche technique
Sauf indication contraire, les informations mentionnées dans cette section peuvent être confirmées par la base de données cinématographiques IMDb,  présente dans la section « Liens externes ».
- Titre français : Murina
- Titre québécois : La Murène
- Réalisation : Antoneta Alamat Kusijanović
- Scénario : Antoneta Alamat Kusijanović et Frank Graziano
- Musique : Evgueni Galperine et Sacha Galperine
- Costumes : Amela Baksic
- Photographie : Hélène Louvart
- Montage : Vladimir Gojun
- Production : Zdenka Gold, Danijel Pek, Martin Scorsese et Rodrigo Teixeira
  - Coproduction : Miha Cernec et Jozko Rutar
  - Production exécutive : Sophie Mas, Lourenço Sant' Anna et Emma Tillinger Koskoff
- Sociétés de production : Antitalent Produkcija, RT Features, SPOK Films, Sikelia Productions et Spiritus Movens, en coproduction avec Staragara
- Pays de production :  Croatie,  Slovénie,  Brésil,  États-Unis
- Langues originales : croate et anglais
- Format : couleur — 2,35:1
- Genre : drame
- Durée : 92 minutes
- Dates de sortie :
  - France : 10 juillet 2021 (festival de Cannes), 20 avril 2022 (sortie nationale)

## Distribution
- Gracija Filipović : Julija
- Danica Curcic : Nela, la mère de Julija
- Leon Lučev : Ante, le père de Julija
- Cliff Curtis : Javier
- Jonas Smulders : David
- Niksa Butijer : Pavo

## Accueil

### Critique
En France, le site Allociné recense une moyenne des critiques presse de 3,8/5.

### Box-office
La semaine de sa sortie en France, le film cumule un peu plus de 20 000 entrées.
| Pays ou région   | Box-office | Date d'arrêt du box-office | Nombre de semaines |
| ---------------- | ---------- | -------------------------- | ------------------ |
| France           | 298 669 $  |                            | 4 (en cours)       |
| Nouvelle-Zélande | 1 263 $    | 23 janvier 2022            | 3                  |
| Croatie          | 41 009 $   | 26 septembre 2021          | 4                  |
| États-Unis       | 55 762 $   |                            |                    |
| Total mondial    | 408 213 $  | -                          | -                  |

## Distinctions

### Récompenses
- Festival de Cannes 2021 : Caméra d'or[7]
- Festival du film de Pula 2021 : meilleure actrice dans un second rôle pour Danica Ćurčić, révélation pour Antoneta Alamat Kusijanović[8]
- Festival international du film des Hamptons 2021 : Golden Starfish Prizes du meilleur film
- MIOB 2022 : Prix MIOB New Vision 2022
- Gotham Awards 2022 : Révélation féminine de l’année  pour Gracija Filipović

### Sélections
- Festival de Cannes 2021 : en section Quinzaine des réalisateurs
- Festival du film de Pula 2021 : en compétition des films croates
- Festival du film de Sarajevo 2021 : en compétition
- Festival international du film des Hamptons 2021 : en compétition
- Festival international du film de São Paulo 2021 : en compétition
- Festival international du film de Toronto 2021 : en section Contemporary World Cinema